# NGC 6990
NGC 6990 (również PGC 65862) – galaktyka spiralna (Sa), znajdująca się w gwiazdozbiorze Indianina. Odkrył ją John Herschel 9 lipca 1834 roku.